# Cœur pour Inka

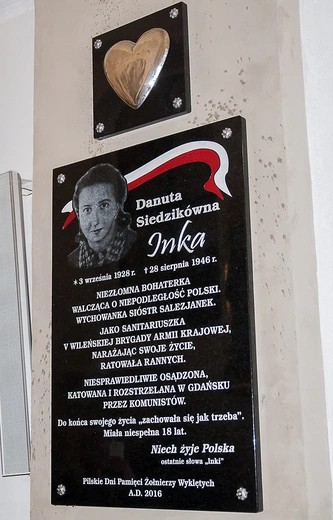
Cœur pour Inka à Piła.

Cœur pour Inka (Serce dla Inki) est une campagne de commémoration de l’héroïque infirmière de l’Armia Krajowa (Armée de l’Intérieur), Danuta Siedzikówna dite « Inka ». Elle consiste en l'apposition de cœurs en argent, issus de dons, et qui contiennent de la terre prélevée sur la tombe d’Inka. L’initiative vise à forger des attitudes héroïques, patriotiques et de leadership dans la société, en particulier parmi les jeunes femmes.

## Histoire
L’action « Cœur pour Inka » rend hommage à Danuta Siedzikówna-Inka et perpétue sa mémoire. Inka est une figure symbolique souvent qualifiée d’« infirmière des soldats d’élite ». L’idée de cette commémoration est née à Gdańsk lorsque l’équipe du professeur Krzysztof Szwagrzyk, dans le cadre des recherches de l’Institut de la mémoire nationale, a retrouvé les restes d’Inka. Le prêtre Jarosław Wąsowicz, engagé bénévolement dans cette recherche, a prélevé un peu de terre de la tombe, Inka étant considérée par les Salésiens comme une icône de la jeunesse.
La terre a été transportée à Piła, et l’idée a émergé de collecter autant d’argent (au sens de métal) que possible afin de le fondre pour créer une urne. Cette urne contient la terre du lieu de sépulture d’Inka. Une collecte d’argent a été lancée dans la paroisse de la Sainte-Famille à Piła. Le dévoilement de la première plaque et du cœur en argent contenant la terre a eu lieu le 1er mars 2016 dans l’église de la Sainte-Famille à Piła.

## Commémoration - Inauguration des Cœurs pour Inka
|                        |
| Cœur pour Inka à Piła. |

|                          |
| Cœur pour Inka à Czarne. |

- 1er mars 2016 : Église de la Sainte-Famille à Piła[1].
- 17 juin 2016 : École primaire et collège Danuta Siedzikówna, pseud. « Inka », à Czarne[2].
- 5 mars 2017 : Église Notre-Dame Reine des Familles - Dziekanów Leśny (Łomianki)[3].
- 22 octobre 2017 : Paroisse Saint-Zygmunt à Varsovie[4].
- 1er mars 2018 : Église Sainte-Faustine à Groszowice (Jedlnia-Letnisko)[5].
- 16 juin 2018 : École primaire Danuta Siedzikówna « Inka » à Stare Drzewce[6].
- 21 juillet 2018 : Église Saint-Michel-Archange à Butrymańce, Lituanie[7].
- 30 septembre 2018 : Sanctuaire de Notre-Dame de la Victoire à Ossów, près de Varsovie[8].
- 24 février 2019 : Église Saint-Nicolas à Grudziądz[9].
- 25 août 2019 : Église Sainte-Catherine à Starogard Gdański[10].
- 3 septembre 2019 : Établissement scolaire salésien à Ostróda[11].
- 29 septembre 2019 : Église de la Miséricorde Divine à Gostynin[12].
- 13 septembre 2020 : Église Notre-Dame de Fatima à Dębno[13].
- 28 février 2021 : Église Saint-Marc à Bydgoszcz[14].
- 17 septembre 2021 : Église Saint-Martin à Sarnowo[15].
- 1er mars 2022 | 28 août 2024 : Église Saint-Jean Bosco à Gdańsk Orunia[16].
- 7 janvier 2023 : Sanctuaire de la Vierge de Częstochowa à Jasna Góra[17].
- 1er mars 2023 : Basilique Sainte-Brigitte à Gdańsk[18].
- 10 mai 2023 : Écoles salésiennes à Toruń[19].
- 3 septembre 2023 : Musée des Soldats maudits et des Prisonniers politiques de la PRL à Varsovie[20].
- 25 février 2024 : Église Saint-Stanislas-Kostka à Płock[21].
- 1er mars 2024 : Église de l’Annonciation de la Sainte Vierge Marie à Białystok[22].
- 20 septembre 2024 : Communauté de la Miséricorde Divine à Šalčininkai (Lituanie). Don des anciens militants de la Fédération des Jeunes Combattants[23].
- 28 février 2025 : Écoles salésiennes à Szczecin[24].
- 2 mars 2025 : Église de la Sainte-Famille à Słupsk[25].